# Albert Serra
Albert Serra Juanola (* 31. března 1975 Banyoles, Katalánsko, Španělsko) je španělský filmový režisér a producent, který se příležitostně věnuje také divadelní tvorbě. Je považován za jednoho z nejoriginálnějších současných filmařů. Například časopis Cahiers du Cinéma ho zařadil mezi patnáct nejdůležitějších mladých režisérů tohoto desetiletí.
Přestože Serra nikdy nestudoval filmovou režii. V osmnácti letech se přestěhoval do Barcelony, aby tam mohl studovat španělskou filologii, literární komparatistiku a později také dějiny umění. Je také velkým milovníkem klasické hudby a rád hraje šachy.
Jeho druhý celovečerní film Honor de cavalleria (2006) měl premiéru na Filmovém festivalu v Cannes. Zatím poslední uvedený snímek Historka o mojí smrti (2013) získal v roce 2013 ocenění Zlatý leopard na Mezinárodním filmovém festivalu v Locarnu a v roce 2014 hlavní cenu za nejlepší kameru na festivalu Ostrava Kamera Oko. V roce 2014 byl také hostem Mezinárodního festivalu dokumentárních filmů Jihlava, kde se návštěvníci mohli zúčastnit jeho masterclass.

## Filmografie

### Krátké filmy
- 2006 - St. Pere de Rodes
- 2006 - Bauçà
- 2007 - Rusko (Rússia)
- 2008 - Velký Arrigo (L'Alto Arrigo)
- 2008 - Fiasco
- 2010 - Čtení básně (Lectura d'un poema)
- 2013 - Cuba Libre

### Celovečerní filmy
- 2003 - Crespià
- 2006 - Honor de cavalleria (svérázná adaptace Cervantesova Dona Quijota)
- 2008 - Zpěv ptáků (El cant dels ocells) (zaměřuje se na biblickou legendu o Třech králích a Ježíšovo narození)
- 2011 - Hospodin činí zázraky ve mně (El senyor ha fet en mi meravelles)
- 2013 - Historka o mojí smrti (Història de la meva mort) (střet milovníka Casanovy s mocným hrabětem Drákulou)
- 2013 - Els tres porquets (101 hodinový projekt)
- 2016? - Poslední dny Ludvíka XIV. (La Mort de Louis XIV) [3]

### Seriály
- 2010 - Els noms de Crist (jedná se o velmi svéráznou adaptace díla De los nombres de Cristo od španělského spisovatele Fraye Luise de Leóna)

## Divadlo
- 2010 - Pulgasari
- 2011 - Més enllà dels alps

## Ocenění
- 2006 - Premio Barcelona de Cine za nejlepší režii a za nejlepší film v katalánštině, obě ocenění za snímek Honor de cavalleria.
- 2009 - Premio Gaudí za nejlepší film (Zpěv ptáků).
- 2013 - Zlatý leopard z Mezinárodního filmového festivalu v Locarnu za snímek Historka o mojí smrti.[4]
- 2014 - Puma de Plata za nejlepší režii (Historka o mojí smrti) v mezinárodní sekci na festivalu v Mexiku (Festival Internacional de Cinema UNAM).